# Forever Marshall Islands
Forever Marshall Islands is het volkslied van de Marshalleilanden in Oceanië

## Marshallischetekst
Aelon eo ao ion lometo;
Einwot wut ko loti ion dren elae;
Kin meram in Mekar jen ijoilan;
Erreo an romak ioir kin meramin mour;
Iltan pein Anij eweleosim woj;
Kejolit kij kin ijin jikir emol;
Ijjamin Ilok jen in aolemo ran;
Anij an ro jemem wonakke im kej rammon Aelin kein am.
Onafhankelijke staten: Australië · Fiji · Kiribati · Marshalleilanden · Micronesia · Nauru · Nieuw-Zeeland · Palau · Papoea-Nieuw-Guinea · Salomonseilanden · Samoa · Tonga · Tuvalu · Vanuatu
Afhankelijke gebieden: Amerikaans-Samoa · Cookeilanden · Frans-Polynesië · Guam (onofficieel) · Nieuw-Caledonië · Niue · Noordelijke Marianen · Norfolk · Pitcairneilanden · Tokelau-eilanden · Wallis en Futuna